# Aeroportul Key Lake
Aeroportul Key Lake (IATA: YKJ, ICAO: CYKJ) este un aeroport din Saskatchewan, Canada. Aeroportul a fost tranzitat în 2011 de 0 pasageri.
Situat la o altitudine de 514 m, aeroportul dispune de o singură pistă. Este operat de Cameco⁠(d).